# Rödhamn

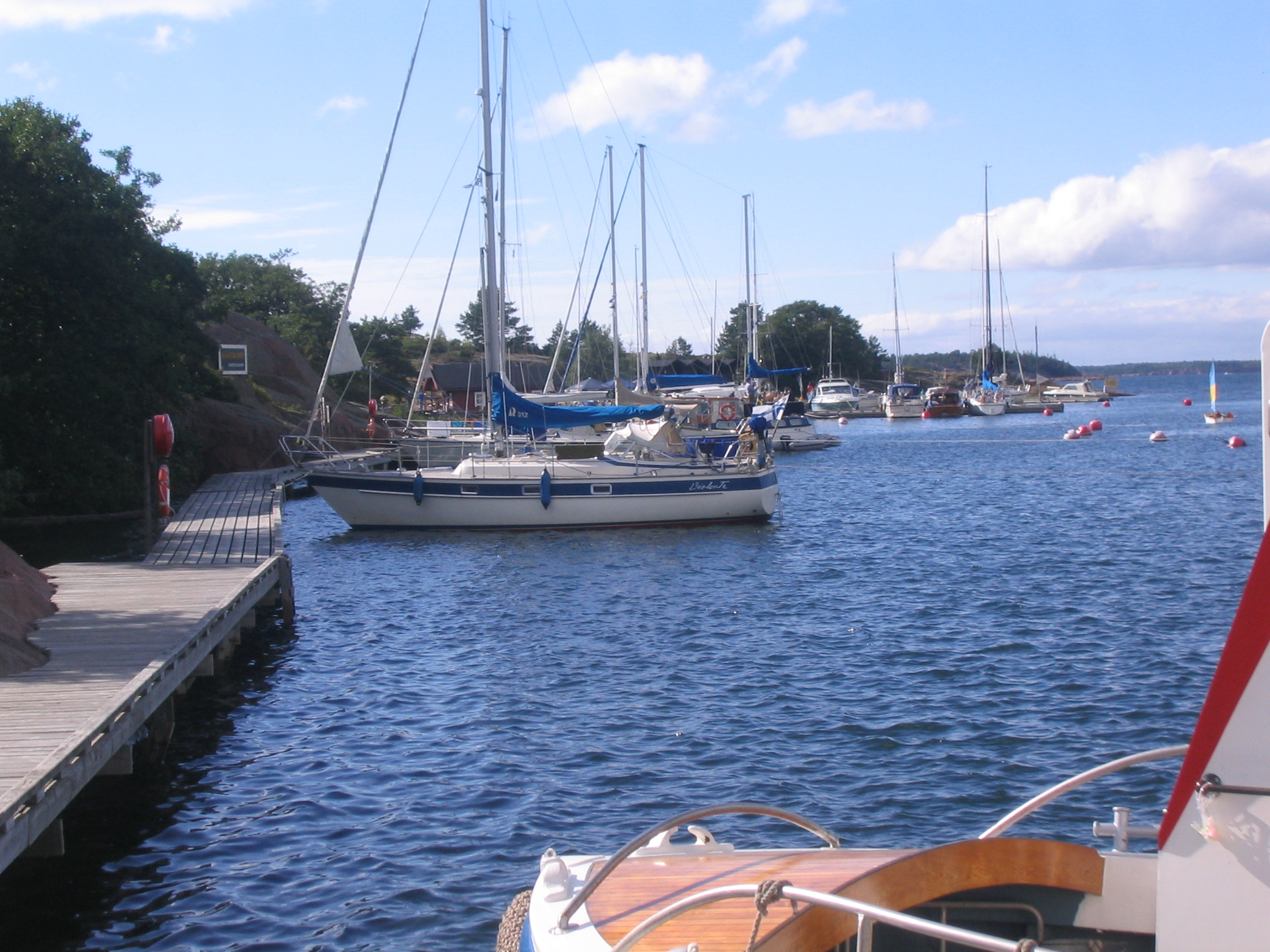
Gästhamnen vid Rödhamn.

Rödhamn är en hamn och en ögrupp i Lemlands södra skärgård på Åland. Rödhamn var länge en viktig hamn tack vare sitt läge som den sista skyddade hamnen i Skärgårdshavet innan man gav sig ut på det öppna Ålands hav. Rödhamn består av öarna Långö, Gloskär, Rödö och Ljungskär. Här finns en gästhamn som drivs av Åländska Segelsällskapet.
Rödhamns betydelse minskade då ångfartygen blev fler och farleden mellan Finland och Sverige fick en ny sträckning. På öarna finns lämningar från förr. Bland annat ristningar i berget gjorda av sjöfarare som legat i hamn. På Rödo finns rester av ett sjöfararkapell. På Gloskär finns rester av den krog som mellan 1750- och 1920-talet verkade här.
Lotsar stationerades på Långö under 1820-talet och fanns kvar här till 1928 då stationen drogs in. Den ursprungliga lotsstugan var i dåligt skick och brändes upp på 1980-talet, på samma grund restes en ny stuga efter ritning från 1903. En radiofyr fanns här 1937–1970, dess maskinhus har sedermera gjorts till museum.
Ångfartyget Skiftet gick på en tysk mina på Rödhamnsfjärden den 14 december 1916 under gång från Mariehamn till Åbo. Av de 91 personer ombord överlevde endast 5.